# Нікорник жовтоволий
Ніко́рник жовтоволий (Apalis flavida) — вид горобцеподібних птахів родини тамікових (Cisticolidae). Мешкає в Африці на південь від Сахари. Виділяють низку підвидів.

## Підвиди
Виділяють сім підвидів:
- A. f. caniceps (Cassin, 1859) — поширений від Сенегалу і Гамбії до західної Кенії і північної Анголи;
- A. f. abyssinica Érard, 1974 — південно-західна Ефіопія;
- A. f. pugnax Lawson, 1968 — західна і центральна Кенія;
- A. f. golzi (Fischer, GA & Reichenow, 1884) — поширений від гір Таїта в Кенії до центральної Танзанії та Руанди;
- A. f. neglecta (Alexander, 1899) — поширений від східної Анголи до південно-східної Кенії та від східної Танзанії до південного Мозамбіку і півночі ПАР;
- A. f. flavida (Strickland, 1853) — поширений від західної Анголи і північної Намібії до північно-західного Зімбабве;
- A. f. florisuga (Reichenow, 1898) — південний схід ПАР;

## Поширення і екологія
Жовтоволі нікорники живуть в сухих чагарникових заростях, в савані, в сухих і вологих рівнинних, гірських і мангрових лісах.